# Polichno-Budy
Polichno-Budy – wieś w Polsce położona w województwie łódzkim, w powiecie piotrkowskim, w gminie Wolbórz. Dawna osada rodzin robotników leśnych. Na terenie wsi znajdują się pozostałości cmentarza przedstawicieli dawnej mniejszości niemieckiej, zamieszkujących okoliczne tereny.
W latach 1975–1998 miejscowość administracyjnie należała do województwa piotrkowskiego.